# 도마코마이역
도마코마이역(일본어: 苫小牧駅 とまこまいえき[*])은 일본 홋카이도 도마코마이시에 위치한 홋카이도 여객철도의 철도역이다. 무로란 본선의 소속역이며, 이 역을 기점으로 하고 있는 히다카 본선과 직결 운행되는 지토세 선 등 3개의 노선을 운행하고 있다. 역 번호는 H18이며, 섬식 승강장 2면 4선의 구조를 갖춘 지상역이다.

## 타는 곳
| 1 | ■ 히다카 본선 | 보통        | 무카와 · 시즈나이 · 사마니 방면                  |
| 1 | ■ 지토세 선   | 보통        | 미나미치토세 · 삿포로 · 오타루 방면              |
| 1 | ■ 무로란 본선 | 보통        | 이토이 · 노보리베쓰 · 히가시무로란 · 무로란 방면 |
| 2 | ■ 지토세 선   | 보통        | 미나미치토세 · 삿포로 · 오타루 방면              |
| 2 | ■ 무로란 본선 | 보통        | 이토이 · 노보리베쓰 · 히가시무로란 · 무로란 방면 |
| 2 | ■ 무로란 본선 | 특급 · 급행 | 무로란 · 하코다테 · 아오모리 · 우에노 방면       |
| 3 | ■ 무로란 본선 | 보통        | 오이와케 · 이와미자와 방면                       |
| 3 | ■ 지토세 선   | 보통        | 미나미치토세 · 삿포로 · 오타루 방면              |
| 3 | ■ 지토세 선   | 특급 · 급행 | 미나미치토세 · 삿포로 방면                       |
| 4 | ■ 무로란 본선 | 보통        | 오이와케 · 이와미자와 방면                       |
| 4 | ■ 무로란 본선 | 보통        | 이토이 · 노보리베쓰 · 히가시무로란 · 무로란 방면 |
| 4 | ■ 지토세 선   | 보통        | 미나미치토세 · 삿포로 · 오타루 방면              |

## 이용 현황
| 승차 인원 추이 | 승차 인원 추이 |
| 연도           | 1일 평균       |
| -------------- | -------------- |
| 2004           | 3,690          |
| 2005           | 3,630          |
| 2006           | 3,600          |
| 2007           | 3,630          |
| 2008           | 3,720          |
| 2009           | 3,660          |
| 2010           | 3,610          |
| 2011           | 3,650          |
| 2012           | 3,696          |
| 2013           | 3,651          |

## 역 주변
- 오지 종합병원
- 오지 종합병원 부속 간호 전문학교
- 홋카이도 노동 금고 · 호쿠리쿠 은행 · 홋카이도 은행 도마코마이 지점
- 무로란 신용 금고 · 호쿠요 은행 도마코마이추오 지점
- 도마코마이 신용 금고 본점

## 인접 역
| 홋카이도 여객철도 ■ 치토세 선 · 무로란 본선 (히가시무로란 방면) | 홋카이도 여객철도 ■ 치토세 선 · 무로란 본선 (히가시무로란 방면) | 홋카이도 여객철도 ■ 치토세 선 · 무로란 본선 (히가시무로란 방면) |
| --------------------------------------------------------------- | --------------------------------------------------------------- | --------------------------------------------------------------- |
| H14 미나미치토세 삿포로 방면                                    | 특급 "슈퍼 호쿠토"                                              | H28 노보리베쓰 하코다테 방면                                    |
| H17 누마노하타 삿포로 방면                                      | 특급 "스즈란"                                                   | H23 시라오이 무로란 방면                                        |
| H17 누마노하타 삿포로 · 오타루 방면                             | ● 보통                                                          | H19 아오바 히가시무로란 방면                                    |
| 홋카이도 여객철도 ■ 무로란 본선 (이와미자와 방면)               |                                                                 |                                                                 |
| 시·종착역                                                       | ● 보통                                                          | H17 누마노하타 이와미자와 방면                                  |
| 홋카이도 여객철도 ■ 히다카 본선                                 |                                                                 |                                                                 |
| 시·종착역                                                       | ● 보통                                                          | 유후쓰 무카와 방면                                              |